# Your diary
『your diary』（ユアダイアリー）は、2011年9月30日にCUFFSの姉妹ブランド・CUBEより発売された18禁恋愛アドベンチャーゲームである。
2013年11月28日には、アルケミストよりPlayStation Portable版『your diary+』（ユアダイアリープラス）が発売された。
2014年5月30日には、コンシューマー版からPCへの逆移植版『your diary+H』（ユアダイアリープラスエッチ）が発売された。
2019年6月27日にはエンターグラムよりPS4・PS Vita版『your diary+』が発売された。

## 概要
CUBEの第2作目、CUFFSの通算第10作目となる恋愛アドベンチャーゲーム。主人公が「幸せの神様」と出会い、お互いやヒロインたちの「本当の気持ち」や「幸せ」を探していく物語である。
CUBEの前作『夏ノ雨』が現実に即した物語だったため、全く逆に「奇跡」や「ファンタジー」の要素を盛り込んだ作品として企画された。神様のヒロイン・ゆあは、永遠に年を取らず純粋に主人公を愛してくれる「理想の女の子」として生まれたキャラクターという。

## 発売履歴
※本項では必要に応じて、下表右の略称表記を用いる。
| 発売日          | タイトル                           | 詳細 | 発売元       | 表記 |
| --------------- | ---------------------------------- | --- | ------------ | ---- |
| 2011年 9月30日  | your diary （初回限定版）          | 特典：your's Sound Diary CD。 | CUBE         | 無印 |
| 2012年 7月27日  | your diary （通常版）              | パッケージイラスト変更。特典無し。 | CUBE         |      |
| 2013年 11月28日 | your diary+ （初回限定版／通常版） | PlayStation Portable用コンシューマー移植版。『無印』でサブキャラクターだった藤村奈月と榎本香穂の2人がヒロインに昇格し、新ヒロイン・一ノ瀬ほとりが追加された。 初回限定版特典：B2タペストリー、your diary+ ボーカルCD。 | アルケミスト | +    |
| 2014年 5月30日  | your diary+H                       | コンシューマー版のPCへの逆移植版。藤村奈月・榎本香穂・一ノ瀬ほとりの新ヒロイン3人にHシーンを追加。 初回限定版特典：カントク原画資料集+H、your's Songs Diary CD。                                                       | CUBE         | +H   |

## ストーリー
長峰智希は、たまたま立ち寄った古書店「風鈴堂」で「your diary」と書かれた日記帳を見つける。心が惹かれるまま日記帳を開くと不意に光があふれ、少女・ゆあが飛び出してきた。「持ち主を幸せにする神様」だと言うゆあと、下宿先の深菜川家で同居を始めた智希だが、果たして「幸せ」は見つかるのか…？

## 登場人物
※各キャラクターの担当声優は『無印』『+』『+H』共通（「一ノ瀬ほとり」以外）

### 主人公
長峰 智希（ながみね ともき）
7月6日生まれ AB型 身長174cm
本作の主人公。風見坂学園2年A組。学園入学と同時に両親が海外へ転勤したため、深菜川家に下宿している。（小学生の頃にも風見坂にいたことがあるが、その後転校して離れていた）。学園では図書委員会の副委員長を務めるが、図書委員になったのは紗雪がいるためで、実は本は苦手。真面目な性格で恋愛事には疎い。下宿先の深菜川家には気を遣っており、図書委員当番が無い放課後や土日は夕顔亭を手伝っている。
突然「幸せの神様」ゆあと同居することになって戸惑っているが、幸せ探しに一途なゆあに感化され、自分の「本当の気持ち」や「幸せ」を見つけようと動き始める。

### ヒロイン
ゆあ
声 - 渡辺涼子
9月30日生まれ T138 B70(AA)/W49/H68
日記帳「your diary」から飛び出してきた少女。持ち主の願いを叶える「幸せの神様」だが、特別な能力を持っている訳ではない。子どもっぽい見た目で中身も素直で、智希を幸せにしようと一途に頑張っているが空回りしてばかりいる。「your diary」は、持ち主が幸せを感じる度にゆあの言葉で自動的に日記が記されるが、ゆあは恥ずかしがって智希に中身を見せていない。
綾瀬 紗雪（あやせ さゆき）
声 - 瀬戸りく
12月27日生まれ A型 T158 B86(D)/W56/H85
学園3年生。清楚で穏やかな雰囲気で学園一の秀才。図書委員長を務めるがなかなか周囲を頼ろうとせず、委員の仕事を一人だけで黙ってやってしまうことが多い。本が好きで、智希にもいろいろな本を薦めてくる。夕顔亭の常連のため、智希は学園入学前から顔なじみで、当時から憧れの先輩だった。
深菜川 夕陽（みながわ ゆうひ）
声 - 鈴田美夜子
10月22日生まれ O型 T155 B84(C)/W53/H83
学園2年A組。智希と同級の幼なじみ。お節介で面倒見が良く、家に下宿している智希にも御飯を作ったりあれこれ世話を焼いている。母親は数年前に亡くなっていて、父親と2人で家業の喫茶店・夕顔亭を守っており、彼女の手作りデザートは常連の学園生に大人気。髪を結えている大きな茶色いリボンがチャームポイント。
広崎 かなで（ひろさき かなで）
声 - 森谷実園
8月31日生まれ AB型 T151 B80(B)/W52/H79
学園1年生。夕顔亭の隣に住んでおり、智希や夕陽とは幼なじみ。引っ込み思案で泣き虫で、小さい頃から実の兄・響よりも智希が兄代わりによく遊んでいた。そのため智希を好きなのだがなかなか言い出せず、妹扱いされている。昔から絵を描くのが好きで、部屋でよくスケッチブックを抱えてイラストを描いている。
榎本 香穂（えのもと かほ）
声 - 卯衣
7月26日生まれ（獅子座）O型 T156 B85(C)/W54/H84
学園2年A組。智希と夕陽のクラスメイトで幼なじみ。いつもにぎやかなムードメーカーで、智希と夕陽をからかったり焚きつけたりして、よく騒ぎを起こす小悪魔的存在。前の学校ではソフトボール部で、現在は帰宅部だが運動は得意。
※『無印』ではサブキャラクターだったが、『+』『+H』でヒロインに昇格。
藤村 奈月（ふじむら なつき）
声 - 澤田なつ
2月9日生まれ（水瓶座）A型 T147 B76(A)/W51/H77
学園1年生。いつもローテンションで必要最小限しかしゃべらず、感情を表に出さないので何を考えているのかわかりづらい。かなでの親友＆同級生で、彼女をとても大切に思っているが、他に友達がいない。智希を密かに想っているかなでを後押しして、時にけしかけたり策を授けたりしている。
※『無印』ではサブキャラクターだったが、『+』『+H』でヒロインに昇格。
一ノ瀬 ほとり（いちのせ ほとり）
声 - 南條愛乃(+) / 森保しほ (+H)
4月15日生まれ（牡羊座）AB型 T152 B86(F)/W56/H82
学園2年B組で智希の隣のクラス。可憐な外見で優しく面倒見がいいため学園内の人気者で、よく他人を手助けしたり頼まれ事を引き受けたりしている。夕顔亭にもお客としてときどき来店する。セキセイインコの「シューちゃん」を飼っている。
※『+』『+H』の追加ヒロイン。

### サブキャラクター
広崎 響（ひろさき ひびき）
声 - 十利須我里
5月30日生まれ B型 T176
学園2年A組。かなでの兄で、智希と夕陽とはクラスメイトの幼なじみ。大の動物好きだがアレルギーで触ることができず、ぬいぐるみで代用しており、それらの手入れから始まって現在は手芸部に所属している。
美鈴（みすず）
声 - 浅香舞子
1月1日生まれ T163 B88(E)/W56/H90
風鈴堂古書店の店長。古本屋の雰囲気に似合わず明るくマイペース。ゆあには「お姉ちゃん」と呼ばれ、「幸せにする」仕事の報告や相談を受けている。
深菜川 千歳（みながわ ちとせ）
声 - 子太明
3月15日生まれ O型 T180
夕陽の父で、喫茶夕顔亭のマスター。いい加減な性格で、常連客と席でおしゃべりするなど仕事ぶりはアバウト。愛娘を溺愛していて、智希が夕陽に近づいたり触れたりすると暴走してしまう。智希の両親とは共に風見坂学園OBで、学生時代から仲が良かったため、智希を預かっている。

## スタッフ
- 原画・キャラクターデザイン：カントク、すいみゃ（SD原画）
- シナリオ：種村いのり、皆本あいる、双葉亮一（+・+H）
- 音楽：Peak A Soul+
- ディレクター：佐倉直人
- 制作：CUFFS

## 主題歌

### your diary
オープニングテーマ「クローバー」
作詞：Duca、作曲・編曲：ANZE HIJIRI、歌：Duca
エンディングテーマ「カラフルDiary」
作詞：Duca、作曲・編曲：ANZE HIJIRI、歌：Duca
- 初回限定版特典の『your's Sound Diary CD』には、両曲のショートバージョンとBGM全曲が収録[7]。CUFFSの企画アルバム『CUFFS SONGS BEST』に、両曲のフルバージョンとインストゥルメンタルが収録されている。

### your diary+ / your diary+H
オープニングテーマ「幸せのオトシモノ」
作詞：Duca / 作・編曲：ANZIE / 歌：Duca
エンディングテーマ「キミとなら」
作詞：Duca / 作・編曲：ANZIE / 歌：Duca
『+H』イメージソング「Wishing you」
作詞：Duca / 作・編曲：ANZIE / 歌：Duca
『+H』キャラクターソング「Platonic syndrome」ゆあver.
作詞：Duca / 作・編曲：ANZIE HIJIRI / 歌：ゆあ（渡辺涼子）
『+H』キャラクターソング「クローバー」綾瀬紗雪ver.
作詞：Duca / 作・編曲：ANZIE HIJIRI / 歌：綾瀬紗雪（瀬戸りく）
『+H』キャラクターソング「幸せのオトシモノ」一ノ瀬ほとりver.
作詞：Duca / 作・編曲：ANZIE / 歌：一ノ瀬ほとり（森保しほ）
- 『+』初回限定版特典の『your diary+ ボーカルCD』に、『無印』『+』の主題歌4曲のフルバージョンが収録[8]。
- 『+H』初回限定版特典の『your's Songs Diary CD』に、「Wishing you」とキャラクターソング3曲を収録[9]。

## 反響

### 販売本数
『your diary+』は、発売日である2013年11月28日から2013年12月29日の間に5,726本販売され、2013年期の販売ランキングでは666位であった。

### 批評
『ファミ通』2013年12月5日号にて『your diary+』のレビューが掲載された。4人のレビュアーがそれぞれ8, 8, 7, 7点をつけ、40点満点中30点を獲得し、30 - 31点のゲームが対象となる「シルバー殿堂入り」となった。レビューでは、「カントク氏が描くヒロインたちがとにかく魅力的で、新キャラやCGが追加されているのがうれしい」「ほんわかした雰囲気とキャラも魅力的」「少し不思議でほどほどにエッチな日々は、多少冗長ながらも心地よいひとときを満喫できます」などの言及があった。ゲームシステムに関しては、「オーソドックスだけど、選択肢に好感度の上がるキャラアイコンが出るので、攻略はしやすい」「データ読み込みやスキップ速度などシステム面も快適」などの指摘があった。

## 関連商品
your diary（漫画）
作画：浜弓場双　原作：CUBE
白泉社の『ヤングアニマルあいらんど』No.19（2012年6月29日発売）より連載された。綾瀬紗雪がメインヒロインとなっている。原作ゲームでは「登場人物の年齢は全て18歳以上」とされているが、漫画版では智希、夕陽、香穂が16歳、響が17歳となっている。単行本は白泉社ジェッツコミックスより発売された。『ヤングアニマルあいらんど』は2014年に『ヤングアニマルイノセント』へリニューアルして1号刊行した後に休刊となり、本作も未完となっている。
1. 2013年9月27日発売 / ISBN 978-4-592-14344-4

your diary Visual Fanbook
2012年3月2日発売 / 発行：CUBE / メロンブックスにて独占販売
カラーイラスト編『color pict side』、モノクロイラスト編『monochrome pict side』の2冊組。カラーイラスト編には販促イラスト・キャラクター紹介・背景イラストなど、モノクロイラスト編には販促イラスト・キャラクターイラスト・背景の線画・ラフなどを収録。